# Nicolò Carucci
Nicolò Carucci (Milano, 22 febbraio 2001) è un canottiere italiano vincitore della medaglia d'oro agli europei U23 di Duisburg nel 2020 e ai agli europei di Monaco 2022. Nello stesso anno vince la medaglia di bronzo nel 4x al Mondiale Assoluto. L’anno successivo prende medaglia d’argento ai Mondiali Assoluti di Belgrado 2023, qualificando così la barca per le Olimpiadi di Parigi 2024. Nel 2024 si laurea campione d’Europa con il 4x insieme agli stessi compagni dell’anno passato.